# Bogae-myeon
Bogae-myeon (koreanska: 보개면) är en socken i stadskommunen Anseong i provinsen Gyeonggi i den centrala delen av Sydkorea, 65 km söder om huvudstaden Seoul.